# Enicospilus colini
Enicospilus colini là một loài tò vò trong họ Ichneumonidae.